# اتحادیه فوتبال چین
فدراسیون فوتبال چین (به چینی: 中国足球协会)، نهاد اداره‌کنندهٔ فوتبال در چین است. این نهاد در سال ۱۹۲۴ پایه‌گذاری شده و اکنون عضو کنفدراسیون فوتبال آسیا است. در حال حاضر ریاست این نهاد بر عهدهٔ سونگ کای می‌باشد.